# César Yanis
César Augusto Yanis Velasco (Ciudad de Panamá, 28 de enero de 1996) es un futbolista panameño. Juega de delantero y actualmente se encuentra en Cobresal de la Primera División de Chile. Es internacional con la selección de fútbol de Panamá.

## Trayectoria

### Inicios
Se formó en las categorías inferiores del Chorrillo Fútbol Club, en el que jugó hasta 2014, año en el que se enroló en la estructura del San Francisco Fútbol Club para debutar en la Primera División de Panamá. 

### San Francisco FC
Se formó en las categorías inferiores del San Francisco FC e hizo su debut profesional en la Primera División de Panamá el 6 de septiembre de 2016 en la victoria 1 a 6 contra el Chepo FC en el Estadio Rommel Fernández en donde fue suplente y entró al minutó 73 porJulio Segundo. Salió campeón de la LPF Apertura 2014 en donde le ganó la final 0 a 1 contra el Sporting San Miguelito en el Estadio Rommel Fernández en donde no estuvo convocado. En la LPF Apertura 2015 estuvo de suplente en 2 partidos en donde quedaron en la octava posición. En la LPF Clausura 2016 jugó 6 partidos en donde quedaron en la novena posición. En la LPF Apertura 2016 jugó 2 partidos en donde quedaron en la sexta posición.

### Chorrillo FC
El 1 de enero de 2017 fue anunciado como nuevo jugador del Chorrillo FC. Debutó con el club 4 de febrero de 2017 en la derrota 1 a 3 contra el Tauro FC en el Estadio Maracaná de Panamá en donde fue suplente y entró al minutó 63 por Alberto Fonseca. En la LPF Clausura 2017 jugó 7 partidos en donde quedaron en la sexta posición.

### Costa del Este FC
El 1 de julio de 2017 fue anunciado como nuevo jugador del Costa del Este FC. Debutó con el club el 4 de agosto de 2017 en la victoria 1 a 0 contra el SD Atlético Nacional en el Estadio Maracaná de Panamá. Salió campeón del Ascenso LPF Apertura 2017 en donde le ganó la final 3 a 2 contra el SD Atlético Nacional en el Estadio Maracaná de Panamá en donde fue titular y marco el segundo gol de su equipo. Salió campeón del Ascenso LPF Clausura 2018 en donde le ganaron la final 1 a 0 en los tiempos extras contra el CD Centenario en el Estadio Maracaná de Panamá en donde fue titular así logrando el ascenso directo a la primera división. Debutó con el club tras el ascenso el 29 de julio de 2018 en la derrota 0 a 1 contra el Santa Gema FC en el Estadio Rommel Fernández en donde fue titular y jugó hasta el minuto 56. Fue subcampeón del Torneo Apertura 2018 en donde perdieron la final 1 a 2 en los tiempos extras contra el Tauro FC en el Estadio Rommel Fernández en donde fue suplente y entró al minuto 60 por Adonis Villanueva, en dicho torneo jugó 16 partidos. En el Torneo Clausura 2019 jugó 15 partidos y anotó 1 gol en donde quedaron en la octava posición. Fue subcampeón del Torneo Apertura 2019 en donde perdieron la final 0 a 2 contra el Tauro FC en el Estadio Rommel Fernández en donde fue suplente y entró al minuto 52 por Edson Samms, en dicho torneo jugó 20 partidos y anotó 3 goles. En el Torneo Apertura 2020 solo jugó 7 partidos porque el torneo se canceló por el COVID 19. En el Torneo Clausura 2020 jugó 9 partidos y anotó 2 goles en donde quedaron eliminados en la semifinales tras perder en un global de 2 a 1 contra el CA Independiente en donde jugó en 1 partido. En el Torneo Apertura 2021 jugó 14 partidos y anotó 3 goles en donde fueron en los playoff tras perder 4 a 5 en penales tras tener un marcador de 1 a 1 en los tiempos extras contra el Veraguas CD en el Estadio Maracaná de Panamá en donde fue titular, anotó su gol en las tanda de penales y jugó todo el partido. En el Torneo Clausura 2021 solo jugó 2 partidos por fue cedido a un nuevo club en dicho torneo el club quedó en la cuarta posición de la conferencia este.

### Real Zaragoza
El 27 de agosto de 2021 fue anunciado su cesión al Real Zaragoza de la Segunda División de España por una temporada con opción de compra. Debutó con el club el 2 de octubre de 2021 en el empate 0 a 0 contra el Real Oviedo en el Estadio de La Romareda en donde fue suplente y entró al minutó 46 por Nano Mesa. En la Copa del Rey de fútbol 2021-22 jugó 3 partidos en donde fueron eliminados en los Dieciseisavos de final tras perder 0 a 2 contra el Sevilla FC en el Estadio de La Romareda en donde fue suplente y entró al minuto 80 por Juan José Narváez. En la Segunda División de España 2021-22 jugó 2 partidos en donde quedaron en la décima posición.

### Zamora CF
El 1 de febrero de 2022 fue anunciado su cesión al Zamora Club de Fútbol. Debutó con el club el 5 de febrero de 2022 en el empate 0 a 0 contra el SD Logroñés en el Estadio Ruta de la Plata en donde fue suplente y entró al minuto 61 por Jon Rojo. En la Primera División RFEF 2021-22 jugó 14 partidos y anotó 1 gol en donde quedaron en la decimoséptima posición así Descendiendo a la Segunda División RFEF.

### Potros del Este
El 30 de julio de 2022 fue anunciado su regreso a los Potros del Este. Disputó su primer partido tras su regreso el 7 de agosto de 2022 en la victoria 2 a 1 contra el Alianza FC en el Estadio Javier Cruz en donde fue suplente y entró al minuto 46 por Ervin Zorrilla. En el Torneo Clausura 2022 jugó 11 partidos y anotó 6 goles en donde quedaron en la última posición de la conferencia este. En el Torneo Apertura 2023 jugó 14 partidos y anotó 5 goles en donde quedaron en la cuarta posición de la conferencia este quedándose a un paso de los playoff.

### AD San Carlos
El 17 de julio del 2023 fue anunciado como nuevo jugador del AD San Carlos. Debutó con el club el 5 de agosto de 2023 en el empate 0 a 0 contra la Asociación Deportiva Guanacasteca en el Estadio Chorotega en donde fue suplente y entró al minuto 46 por Andrey Soto. En la Copa DoradoBet 2023 jugó 2 partidos y anotó 2 goles en donde fueron eliminados en los cuartos de final tras perder 9 a 8 en los penales en donde en los tiempos extras quedó 2 a 2 contra el Deportivo Saprissa en el Estadio Ricardo Saprissa en donde no estuvo convocado, en dicha copa fue uno de los goleadores. En el Campeonato Apertura 2023 jugó 18 partidos y anotó 2 goles en donde quedaron en la sexta posición quedándose a unos pasos de la clasificación a las semifinales. En el Campeonato de Clausura 2024 jugó 24 partidos y anotó 4 goles en donde fueron eliminados en las semifinales tras perder en un marcador global de 5 a 0 contra el Deportivo Saprissa en donde jugó en los 2 partidos.

## Selección nacional

### Selección absoluta
El 25 de febrero de 2020 hizo su debut con selección absoluta de Panamá, en un encuentro amistoso frente a Nicaragua que acabaría con empate 0 a 0 en el Estadio Nacional de Nicaragua en donde fue suplente y entró al minuto 69 por José Murillo. El 17 de julio de 2021 hizo su primer gol con la selección absoluta en la Copa Oro de la Concacaf 2021 en la derrota 2 a 3 contra Honduras en donde fue titular, anotó el segundo gol y jugó hasta el minuto 67, en dicha copa jugó 3 partidos en donde anotó 1 gol y dio 1 asistencia. En la Clasificación de Concacaf para la Copa Mundial de Fútbol de 2022 jugó 17 partidos, anotó 1 gol y dio 3 asistencia en donde quedaron en la quinta posición de la octagonal final quedándose a un paso del repechaje. En la Liga de Naciones de la Concacaf 2022-23 jugó 4 partidos en donde quedaron en el cuarto lugar tras perder 1 a 0 contra México en el Allegiant Stadium en donde fue suplente todo el partido. Fue subcampeón de la Copa de Oro de la Concacaf 2023 en donde perdieron la final 1 a 0 contra México en el SoFi Stadium en donde fue suplente todo el partido, en dicha copa jugó 3 partidos. En la Liga de Naciones de la Concacaf 2023-24 jugó 2 partidos en donde quedaron en el cuarto lugar tras perder 0 a 1 contra Jamaica en el AT&T Stadium en donde no estuvo convocado. En la Copa América 2024 jugó 1 partido y anotó 1 gol en donde fueron eliminados en los cuartos de final en donde perdieron 5 a 0 contra Colombia en el State Farm Stadium en donde fue suplente en el partido.

### Goles internacionales
| Gol | Fecha                   | Lugar                                                         | Oponente  | Anotación | Resultado | Competición               |
| --- | ----------------------- | ------------------------------------------------------------- | --------- | --------- | --------- | ------------------------- |
| 1   | 17 de julio de 2021     | BBVA Stadium, Houston, Estados Unidos                         | Honduras  | 2-1       | 2-3       | Copa de Oro 2021          |
| 2   | 12 de noviembre de 2021 | Estadio Olímpico Metropolitano, San Pedro Sula, Honduras      | Honduras  | 2-2       | 2-3       | Eliminatoria Mundial 2022 |
| 3   | 15 de noviembre de 2022 | Al Hamriya Sports Club Stadium, Dubái, Emiratos Árabes Unidos | Venezuela | 0-2       | 2-2       | Amistoso                  |
| 13  | 1 de julio de 2024      | Inter&Co Stadium, Orlando, Estados Unidos                     | Bolivia   | 1-3       | 1-3       | Copa América 2024         |

### Participaciones en selección nacional
| Copa                     | Sede           | Resultado        | Partidos | Goles |
| ------------------------ | -------------- | ---------------- | -------- | ----- |
| Copa de Oro 2021         | Estados Unidos | Primera fase     | 3        | 1     |
| Liga de Naciones 2022-23 | Concacaf       | Cuarto lugar     | 4        | 0     |
| Copa de Oro 2023         | Estados Unidos | Subcampeón       | 3        | 0     |
| Liga de Naciones 2023-24 | Concacaf       | Cuarto lugar     | 2        | 0     |
| Copa América 2024        | Estados Unidos | Cuartos de final | 1        | 1     |
| Total                    | Total          | Total            | 13       | 2     |

## Estadísticas

### Clubes
Actualizado el 20 de mayo de 2024.
| Club                       | Div.          | Temporada     | Liga  | Liga  | Copa nacional | Copa nacional | Copa internacional | Copa internacional | Total | Total |
| Club                       | Div.          | Temporada     | Part. | Goles | Part.         | Goles         | Part.              | Goles              | Part. | Goles |
| -------------------------- | ------------- | ------------- | ----- | ----- | ------------- | ------------- | ------------------ | ------------------ | ----- | ----- |
| San Francisco FC · Panamá  | 1.ª           | 2014-15       | 1     | 0     | 0             | 0             | 0                  | 0                  | 1     | 0     |
| San Francisco FC · Panamá  | 1.ª           | 2015-16       | 6     | 0     | 0             | 0             | 0                  | 0                  | 6     | 0     |
| San Francisco FC · Panamá  | 1.ª           | 2016-17       | 2     | 0     | 0             | 0             | 0                  | 0                  | 2     | 0     |
| San Francisco FC · Panamá  | Total         | Total         | 8     | 0     | 0             | 0             | 1                  | 0                  | 8     | 0     |
| Chorrillo FC · Panamá      | 1.ª           | 2016-17       | 7     | 0     | 0             | 0             | 0                  | 0                  | 7     | 0     |
| Chorrillo FC · Panamá      | Total         | Total         | 7     | 0     | 0             | 0             | 0                  | 0                  | 7     | 0     |
| Costa del Este FC · Panamá | 1.ª           | 2018-19       | 31    | 1     | 5             | 0             | 0                  | 0                  | 36    | 1     |
| Costa del Este FC · Panamá | 1.ª           | 2019          | 20    | 3     | 0             | 0             | 6                  | 0                  | 20    | 3     |
| Costa del Este FC · Panamá | 1.ª           | 2020          | 16    | 2     | 0             | 0             | 0                  | 0                  | 16    | 2     |
| Costa del Este FC · Panamá | 1.ª           | 2021          | 16    | 3     | 0             | 0             | 0                  | 0                  | 16    | 3     |
| Costa del Este FC · Panamá | Total         | Total         | 83    | 9     | 5             | 0             | 0                  | 0                  | 88    | 9     |
| Real Zaragoza · España     | 2.ª           | 2021-22       | 2     | 0     | 3             | 0             | ―                  | ―                  | 5     | 0     |
| Real Zaragoza · España     | Total         | Total         | 2     | 0     | 3             | 0             | 0                  | 0                  | 5     | 0     |
| Zamora C. F. · España      | 3.ª           | 2021-22       | 14    | 1     | ―             | ―             | ―                  | ―                  | 14    | 1     |
| Zamora C. F. · España      | Total         | Total         | 14    | 1     | 0             | 0             | 0                  | 0                  | 14    | 1     |
| Potros del Este · Panamá   | 1.ª           | 2022          | 11    | 6     | ―             | ―             | ―                  | ―                  | 11    | 6     |
| Potros del Este · Panamá   | 1.ª           | 2023          | 14    | 5     | ―             | ―             | ―                  | ―                  | 14    | 5     |
| Potros del Este · Panamá   | Total         | Total         | 25    | 11    | 0             | 0             | 0                  | 0                  | 25    | 11    |
| AD San Carlos · Costa Rica | 1.ª           | 2023-24       | 42    | 6     | 2             | 0             | ―                  | ―                  | 44    | 6     |
| AD San Carlos · Costa Rica | Total         | Total         | 42    | 6     | 2             | 0             | 0                  | 0                  | 44    | 6     |
| Total carrera              | Total carrera | Total carrera | 181   | 27    | 10            | 0             | 0                  | 0                  | 191   | 27    |

## Palmarés

### Títulos nacionales
| Título           | Club              | País   | Año     |
| ---------------- | ----------------- | ------ | ------- |
| Primera División | San Francisco FC  | Panamá | 2014-A  |
| Segunda División | Costa del Este FC | Panamá | 2017-A  |
| Segunda División | Costa del Este FC | Panamá | 2018-C  |
| Torneo de Copa   | Costa del Este FC | Panamá | 2018-19 |